# MGM-52 Lance

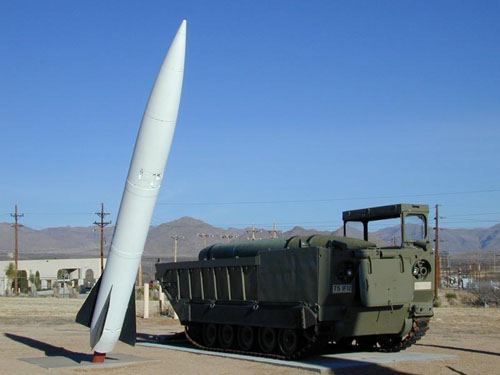
MGM-52 Lance

MGM-52 Lance a fost o rachetă balistică mobilă tactică sol-sol, cu rază scurtă de acțiune concepută pentru a sprijini trupele americane de pe câmpul de luptă folosind ogive nucleare și convenționale. 
Lansarea se face de pe un autovehicul pe șenile cu rampă de lansare TEL (Transporter-Erector-Launcher) de tip M752. Acesta este însoțit, de obicei, de autovehicule pentru reîncărcare, care transportă fiecare câte două rachete.
Dirijarea pe traiectorie se făcea cu un sistem inerțial complet independent (AN/DJW-48) cu corecție meteorologică DCAM (Directional Control Automatic Meteorological). Cu acest sistem se monitoriza permanent accelerația, cu un accelerometru, iar dispozitivul de variație al forței de tracțiune a motorului-rachetă regla tracțiunea astfel încât să mențină racheta pe traiectoria predeterminată, compensând orice perturbații sau modificări ale situației atmosferice.
Deși primele încercări ale sistemului de dirijare au fost făcute încă în 1965, primul zbor reușit a avut loc abia în 1972.
Primul batalion operațional de rachete Lance a fost desfășurat în Europa în septembrie 1973. Racheta putea fi lansată la scurt timp după darea larmei (sub 15 minute), și pentru că erau compacte, se puteau manipula mai multe rachete de către o singură unitate.
În 1973, Lance a înlocuit rachetele MGR-1 Honest John și MGM-29 Sergeant. 
În anul 1976 a început dezvoltarea unui cap de luptă nenuclear (convențional), denumit XM251, care lansa submuniții de tip M40. Acest cap de luptă a intrat în înzestrarea Trupelor de Uscat ale SUA în 1978, și ulterior rachetele Lance cu cap de luptă convențional XM251 au intrat și în înzestrarea forțelor armate din mai multe țări membre NATO, din Coreea de Sud și se știe că au fost exportate și în Belgia, Germania, Iran, Israel, Italia, Olanda și Regatul Unit.
În 1977, din capul de luptă nuclear W-70 a fost derivat capul de luptă W-70 Mod 3, de tip "cu radiație intensificată" ER (Enhanced Radiation) cunoscută și ca "Bomba cu neutroni", care avea scopul de a mite o cantitate mult mai mare de neutroni, capabili să ucidă militarii inamici (de fapt orice ființă) la distanță mai mare, chiar și adăpostită în adăposturi mai performante. Efectele de suflu și emisiune termică erau semnificativ mai reduse decât la capetele de luptă termonucleare "obișnuite" (cu scopul declarat de a limita distrugerile de clădiri civile. Într-o primă etapă s-a stopat producția sa. din motive politice, dar s-a început totuși fabricația în 1981. Cu toate acestea, capetele de luptă W-70 Mod 3 ER nu au intrat niciodată în înzestrare unităților desfășurate în câmpul tactic.
Lance fost ultima rachetă tactică balistică cu încărcătură nucleară din înzestrarea forțelor armate ale SUA..
O dată cu încetarea războiului rece, la începutul anilor '90, nu a mai fost nevoie de rachete balistice cu rază scurtă de acțiune cu cap de luptă nuclear. De aceea, în 1991 s-a început scoaterea ei din înzestrare, care s-a încheiat în iunie 1992. Se crede că toate cele 850 de ogive nucleare au fost distruse. În felul acesta. Lance fost ultima rachetă tactică balistică cu încărcătură nucleară din înzestrarea forțelor armate ale SUA.
Scoaterea din înzestrare a putut fi atât de rapidă pentru că în 1991 au intrat în înzestrare noile rachete balistice cu rază scurtă de acțiune MGM-140 ATACMS, (dotate numai cu ogive convenționale). 
Vechile rachete MGM-52 Lance au fost rebotezate MQM-52 și sunt distruse pe rând, fiind folosite ca ținte pentru antrenamentul de tragere cu alte tipuri de rachete. În total, au fost construite 2100 de rachete Lance

## Caracteristice tehnico-tactice
| Caracteristica                                   | Valoarea          |
| ------------------------------------------------ | ----------------- |
| Lungimea                                         | 6,1 m             |
| Diametrul                                        | 0,56 m            |
| Masa                                             | 1290 kg           |
| VitezaMach 3                                     | Mach 3            |
| Plafonul maxim                                   | 45 km             |
| Raza de acțiune                                  | 130 km            |
| Eroare circulară probabilă                       | 150 m             |
| Propulsia la pornire (booster)                   | 186 kN            |
| Propulsia cu motor rachetă cu combustibil lichid | max. 20 kN        |
| Ogivă termonucleară W-70                         | 1 kT              |
| Ogivă convențională M251                         | cu submuniții M40 |
| Masa la lansare                                  | 1527 kg           |